# 감열식 인쇄

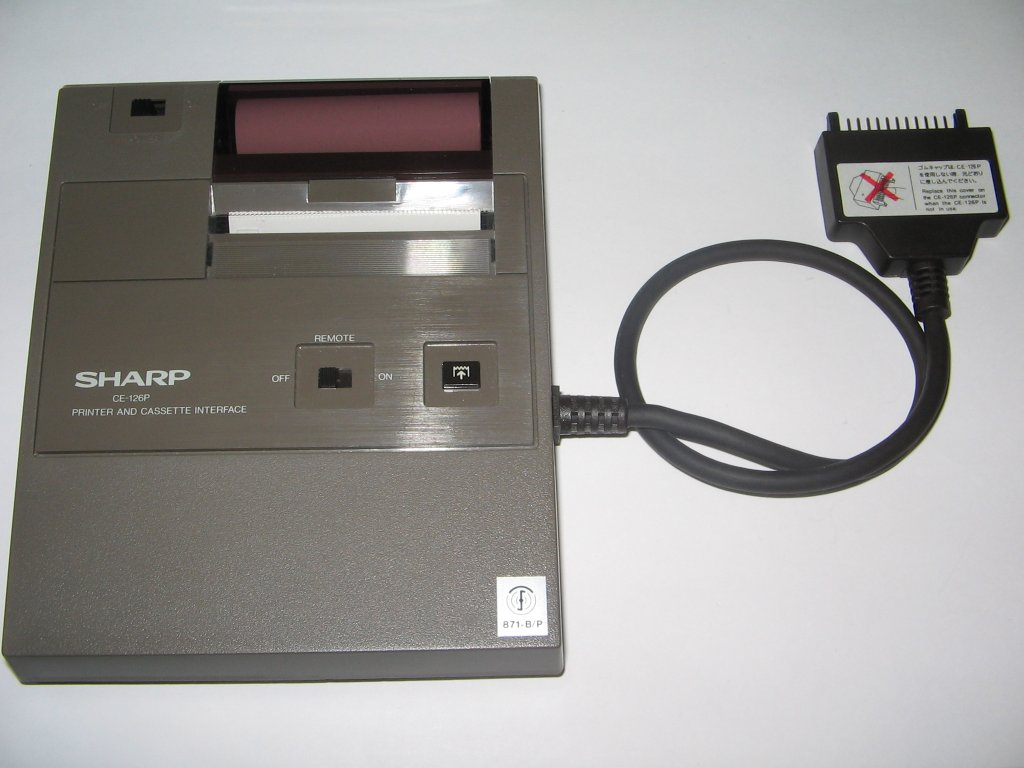
감열식 프린터.

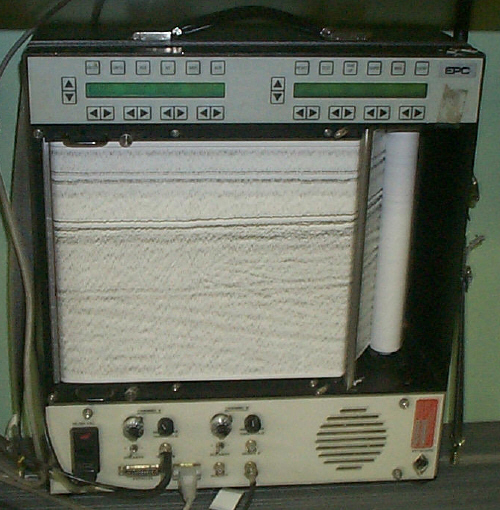
해저 탐험에 사용되는 감열식 프린터.

감열식 인쇄(thermal printing, direct thermal printing)는 코팅된 감열지를 선별적으로 가열함으로써 종이가 열 인쇄 헤드를 통과할 때 인쇄물을 출력하는 디지털 인쇄 과정의 하나이다. 코팅은 가열된 부분에만 검정색으로 바뀌어 상을 만들어낸다. 2색 직접 감열식 프린터는 검은색 및 추가색(종종 빨강)을 인쇄할 수 있으며, 이는 2개의 다른 온도로 열을 적용함으로써 구현된다.
열전사 인쇄는 감열지가 아닌 열 감지 리본을 사용하기 때문에 감열식 인쇄와는 방식이 매우 다르지만, 비슷한 열 인쇄 헤드를 사용한다.

## 설계
감열식 프린터는 다음과 같은 주요 부품을 이루고 있다:
- 열 헤드: 열을 만들어낸 다음 종이에 인쇄한다.
- 인쇄판: 종이를 공급하는 고무 롤러이다.
- 용수철: 열 헤드에 압력을 주어 열감지 종이에 접촉한다.
- 컨트롤러 기판: 매커니즘을 제어하기 위해 사용된다.

인쇄를 위해 열 감응 종이가 열 헤드와 인쇄판 사이에 삽입된다. 프린터는 전류를 열 헤드의 가열 부품에 내보내어 열을 생산한다. 이 열은 열 감응 용지의 열감응 색층을 활성화시켜 가열 시 색을 변화시킨다. 이러한 가열 부품들은 보통 도트 매트릭스 감열식 프린터에 적용되었으며, 이들은 도트 매트릭스 프린터라고 부른다.

## 같이 보기
- 프린터
- 라인 프린터
- 데이지 휠 프린터
- 열전사 인쇄